# Samuel D. Ingham
Samuel Delucenna Ingham (New Hope, 16 de setembro de 1779 – Trenton, 5 de junho de 1860) foi um fabricante de papel e político norte-americano do estado da Pensilvânia.

## Biografia
Ingham nasceu na cidade de New Hope, Pensilvânia, em 16 de setembro de 1779, filho de Jonathan Ingham e Ann Welding. Ele trabalhou como aprendiz de um fabricante de papel por cinco anos depois da morte de seu pai a fim de ajudar a sustentar sua família. Ingham foi para Nova Jérsei em 1798 com o objetivo de suplementar a renda da família, indo trabalhar em uma fábrica de papel. Ele voltou para a Pensilvânia algum tempo depois e abriu sua própria fábrica.
Ingham entrou na política em 1806 ao ser eleito para a legislatura estadual, servindo por dois mandatos até voltar para a fazendo de sua família e atuar como juiz de paz no Condado de Bucks entre 1808 e 1812. Ele foi eleito para a Câmara dos Representantes dos Estados Unidos em 1813 e serviu até 1818, voltando outra vez para a Pensilvânia e trabalhando como escrivão chefe dos tribunais do condado. Ingham tornou-se secretário da comunidade da Pensilvânia no ano seguinte, deixando o cargo em 1822 a fim de voltar para a Câmara dos Representantes.
O presidente Andrew Jackson o nomeou em 1829 para a posição de Secretário do Tesouro dos Estados Unidos, posição que manteve até renunciar em 1831 em meio ao "Caso Eaton", uma controvérsia relacionada com as esposas de vários membros do gabinete de Jackson. Ingham voltou para a Pensilvânia e foi atrás de vários negócios, morrendo aos oitenta anos de idade na cidade de Trenton, Nova Jérsei, em 5 de junho de 1860.